# Маикчай
Маикчай, Маги — река в России, протекает в Рутульском районе Дагестана. Длина реки составляет 13 км. Площадь водосборного бассейна — 46 км².
Начинается в урочище Нагабак между горами Деавгай и Цимирцы хребта Кябяк, течёт в северном направлении. Устье реки находится в 146 км по правому берегу реки Самур между сёлами Амсар и Лучек.

## Данные водного реестра
По данным государственного водного реестра России относится к Западно-Каспийскому бассейновому округу, водохозяйственный участок реки — Самур. Речной бассейн реки — Терек.
Код объекта в государственном водном реестре — 07030000412109300002309.